# Toyota Indy 300 2005
Toyota Indy 300 2005 var ett race som var den första deltävlingen i IndyCar Series 2005. Racet kördes den 6 mars på Homestead-Miami Speedway. Dan Wheldon inledde säsongen med att ta hem en överlägsen seger, medan 2001 och 2002 års mästare Sam Hornish Jr. precis kom före 2004 års dito Tony Kanaan och tog andraplatsen. I övrigt kan noteras att sju bilar försvann i en masskrasch med lite mindre än en fjärdedel av racet kvar.

## Slutresultat
| Plats | Förare             | Team                     | Grid | Kvaltid |
| ----- | ------------------ | ------------------------ | ---- | ------- |
| 1     | Dan Wheldon        | Andretti Green Racing    | 11   | 25,126  |
| 2     | Sam Hornish Jr.    | Marlboro Team Penske     | 8    | 25,111  |
| 3     | Tony Kanaan        | Andretti Green Racing    | 14   | 25,186  |
| 4     | Vitor Meira        | Rahal Letterman Racing   | 2    | 24,944  |
| 5     | Hélio Castroneves  | Marlboro Team Penske     | 7    | 25,061  |
| 6     | Darren Manning     | Chip Ganassi Racing      | 12   | 25,172  |
| 7     | Patrick Carpentier | Cheever Racing           | 19   | 25,619  |
| 8     | Alex Barron        | Cheever Racing           | 17   | 25,430  |
| 9     | A.J. Foyt IV       | A.J. Foyt Enterprises    | 18   | 25,587  |
| 10    | Paul Dana          | Hemelgarn Racing         | 21   | 26,073  |
| 11    | Tomas Scheckter    | Panther Racing           | 1    | 24,851  |
| 12    | Kosuke Matsuura    | Fernández Racing         | 15   | 25,231  |
| 13    | Scott Sharp        | Fernández Racing         | 6    | 25,044  |
| 14    | Bryan Herta        | Andretti Green Racing    | 13   | 25,180  |
| 15    | Danica Patrick     | Rahal Letterman Racing   | 9    | 25,113  |
| 16    | Scott Dixon        | Chip Ganassi Racing      | 16   | 25,249  |
| 17    | Roger Yasukawa     | Dreyer & Reinbold Racing | 10   | 25,117  |
| 18    | Ed Carpenter       | Vision Racing            | 20   | 25,868  |
| 19    | Buddy Rice         | Rahal Letterman Racing   | 4    | 24,980  |
| 20    | Ryan Briscoe       | Chip Ganassi Racing      | 22   | -       |
| 21    | Tomáš Enge         | Panther Racing           | 3    | 24,963  |
| 22    | Dario Franchitti   | Andretti Green Racing    | 5    | 24,993  |